# کیفرشناسی (کتاب)
کیفرشناسی کتابی از جاوید صلاحی است که در سال ۱۳۵۲ منتشر و برندهٔ جایزه کتاب سال سلطنتی شد.